# Patty Live '99
Patty Live '99 è il 2º album dal vivo di Patty Pravo pubblicato dalla casa discografica Pravitia Sony nel 2001.

## Descrizione
A poca distanza del precedente Bye Bye Patty live di inizio 1997, il secondo album live che rappresenta stavolta il tour Notti, guai e libertà (più precisamente il concerto tenuto al Teatro Regio di Parma).
A differenza del precedente, però, la Pravo è decisamente più in voce e gli arrangiamenti sono più curati.
Il contenuto è caratterizzato da brani che hanno riportato la cantante in vetta alle classifiche (Les etrangers, Strada per un'altra città, Angelus, Emma Bovary e Baby blu), più altre "chicche" proposte per la prima volta dal vivo (Nel giardino dell'amore, Per una bambola, Autostop, Vola e Ragazza passione)  più gli immancabili successi (Pazza idea, Pensiero stupendo, La bambola, Ragazzo triste, Se perdo te ed ...E dimmi che non vuoi morire).
Il libretto interno contiene le sole foto del live.

## Tracce

### Cd 1
1. Per una bambola (Maurizio Monti) – 3:53
2. Angelus (Ivano Fossati) – 4:54
3. I giardini di Kensington (Paolo Dossena - Maurizio Monti - Lou Reed) – 4:51
4. Les etrangers (Harry Belafonte - Casseus - Mauro Paoluzzi - Enrico Papi) – 5:17
5. Emma Bovary (Franco Battiato) – 4:34
6. Baby blu (Mauro Paoluzzi - Luca Madonia - D. Cogliati) – 5:28
7. Morire tra le viole (Maurizio Monti) – 3:08
8. Se perdo te (Sergio Bardotti - Paul Korda) – 3:05
9. Autostop (Maurizio Monti - Nicoletta Strambelli - Paul Jeffery) – 4:23
10. La bambola (Ruggero Cini - Franco Migliacci - Bruno Zambrini) – 4:21

### Cd 2
1. Col tempo (E. Medail - Léo Ferré) – 4:23
2. Non andare via (Jacques Brel - Gino Paoli) – 4:54
3. Non ti bastavo più (David Shel Shapiro - Vito Pallavicini) – 4:20
4. Ragazza passione (Patty Pravo - Paolo Dossena - Carnevale) – 4:58
5. Strada per un'altra città (B. Bergonzi - M. Vicino - Enrico Ruggeri) – 4:22
6. Vola (Ivano Fossati) – 3:59
7. Sylvian (Nicoletta Strambelli - Mauro Paoluzzi - D. Cogliati) – 3:57
8. Nel giardino dell'amore (Paolo Dossena - José Feliciano) – 4:48
9. Poesia (Cassella - Luberti - Riccardo Cocciante) – 2:56
10. ...E dimmi che non vuoi morire (Vasco Rossi - Gaetano Curreri - Roberto Ferri) – 4:18
11. Pensiero stupendo (Ivano Fossati - Oscar Prudente) – 5:43
12. Pazza idea (Maurizio Monti - Paolo Dossena - Cesare Gigli - Giovanni Ullu) – 5:30

## Musicisti
- Giorgio Zanier: Batteria
- Piero Gemelli: Chitarre
- Vito Di Modugno: Basso
- Christian Gonzales: Chitarre
- Michele Fazio: Pianoforte, tastiere
- Max Longhi: Tastiere, programmazione